# Coeloseris mayeri
Coeloseris mayeri là một loài san hô trong họ Agariciidae. Loài này được Vaughan mô tả khoa học năm 1918.